# Rotativismo
El Rotativismo es el nombre que recibe el sistema de partidos políticos que reinaba en Portugal durante la segunda mitad del siglo XIX, con mayor expresión en el período comprendido entre 1878 y 1900. El sistema se caracteriza por la distribución del poder entre los dos principales partidos políticos de centro-derecha y centro-izquierda, representados por en la mayor parte de ese período entre el Partido Regenerador y del Partido Progresista o Partido Histórico. Fue un fenómeno muy similar al turnismo en España.
El rotativismo portugués, de inspiración británica, tuvo su apogeo entre 1878 y 1890: durante este período, el Partido Regenerador, dirigido por Fontes Pereira de Melo, gobernó durante 81 meses, y el Partido Progresista durante 69 meses. Fuera de este régimen de alternancia quedaban sólo pequeños partidos permanentemente en la oposición (el Partido Republicano Portugués y el Partido Socialista Portugués) que se dedicaban a la lucha contra el régimen a través del parlamento, pero sin la fuerza suficiente en éste.
En el rotativismo portugués, los dos partidos principales -Regenerador y Progresista- lograron alternarse en el poder hasta 1906, año en el que el sistema finalmente se agota como resultado de la disidencia de João Franco, que en 1901 había liderado una escisión del Partido Regenerador, el Partido Liberal Regenerador.
A pesar de los pobres resultados del Partido Liberal Regenerador en las elecciones, fruto del caciquismo y del fraude electoral generalizado que los partidos del rotativismo protegida, João Franco logró mantener una acción de propaganda intensa que le permitió en abril de 1906 para formar la Concentración Liberal, uniéndose al Partido Progresista para competir en las urnas con el Partido Regenerador acababa de llegar al poder. En sus palabras, lo que décadas antes había sido el garante de la estabilidad política y el constitucionalismo ahora lo denunciaba como la alternancia en el poder acordada por dos partidos entre sí para evitar un control parlamentario serio.
La proclamación de la República Portuguesa el 5 de octubre de 1910 y la recomposición de partidos que siguió puso fin al sistema, ya que durante la breve Primera República Portuguesa el dominio del Partido Republicano Portugués y la inestabilidad política que siguió a su fragmentación nunca permitieron que el sistema se recuperara. 
- Datos: Q3442950